# Distretto di Sehore
Il distretto di Sehore è un distretto del Madhya Pradesh, in India, di 1 078 769 abitanti. È situato nella divisione di Bhopal e il suo capoluogo è Sehore.